# Шмитт, Арне
Арне Шмитт (родился 21 марта 1972 года в Хагене) — немецкий пианист-самоучка, прославившийся своими выступлениями на улицах и площадях по всему миру. Выпустил четыре альбома, которые успешно продаются в Европе.

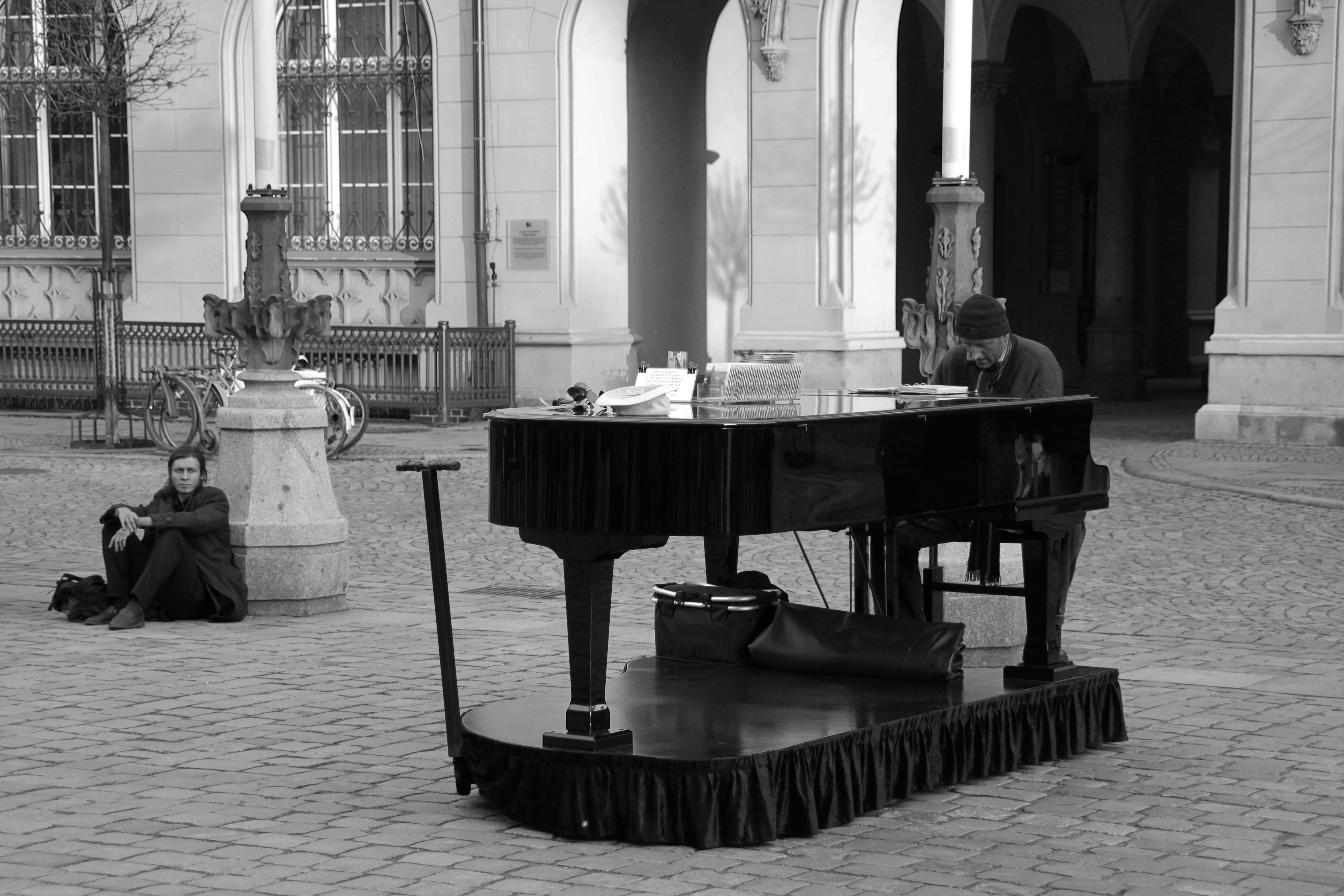
Арне Шмитт во Вроцлаве (2009)

## Начало карьеры
Я - независимый уличный музыкант. И не могу быть забронирован для свадеб и корпоративовАрне Шмитт
Арне немногословен, когда речь заходит о его детстве и юности. Не получив профессионального музыкального образования, окончив только среднюю школу, Шмитт музицировать начал самостоятельно. В 11-12 лет Арне — с аккордеоном, его брат — со скрипкой и их друг Фрэнк Ленст — с трубой — играли на улице у родительского дома. Это приносило ребятам карманные деньги и скоро вошло в привычку. Чуть повзрослев, исполнители перебрались в центр Хагена, где никто тогда не слыхивал об уличной музыке.
Арне замечает, что каждое уличное выступление было для него удовольствием и испытанием одновременно — так как приходилось перебороть природную застенчивость. Со временем он, приходя из школы, стал переносить приобретенные во время уличной игры на аккордеоне навыки на фортепиано. Из неопытности и экспериментов выросла его уникальная исполнительская манера: его не обучали азам, не диктовали правил. Шмитт и сейчас играет не по нотам, а «из головы». Он импровизирует, взяв за основу популярные музыкальные произведения.
После школы Шмитт сменил несколько профессий, наиболее продолжительно работал в автосервисе, мечтая стать гонщиком. Но в конце концов в 25 лет бросил автомастерскую и посвятил себя уличной музыке. С тех пор — с 1997 года — он всегда в дороге, со своим огромным легендарным роялем.

## Инструмент
Сначала Арне Шмитт играл на пианино, потом перешел к детскому роялю и постепенно набрал 385 килограммов - пересел за рояль August Förster премиум класса.
Музыкальный инструмент, подготовленный для выступлений даже при минусовых температурах, первоначально стоял на пьедестале, который можно было катить вручную. Сейчас музыкант перевозит свой инструмент на платформе, привязав ее к квадроциклу — если речь идет о перемещениях внутри страны. Для переезда на большие расстояния команда загружается в транспортное средство.
В последние годы[когда?] Арне часто можно увидеть в компании более "легкого" инструмента. Исполнитель предпочитает компактное пианино с собственным логотипом.

## Альбомы
Творчество Арне Шмитта — это фортепианные соло. Как и у большинства уличных музыкантов — каверы на известные песни.

### Golden October
- Can You Feel The Love Tonight (Elton John)
- Words (Bee Gees)
- Sound Of Silence (Simon and Garfunkel)
- How Am I Supposed To Live Without You (Michael Bolton)
- I Dont Want To Talk About It (Rod Stewart
- My Way (Frank Sinatra)
- 74 75 (The Connells)
- Brothers In Arms (Dire Straits)
- As Tears Go By (The Rolling Stones)
- Tears In Heaven (Eric Clapton)
- Right Here Waiting (Richard Marx)
- Candle In The Wind (Elton John)
- Tom Trauberts Blues (Tom Waits)
- (Everything I Do) I Do It For You (Brian Adams)

### Kiss And Cry
- Heal the World(Michael Jackson)
- Another Day in Paradise (Phil Collins)
- Imagine (John Lennon)
- Sorry seems to be the hardest word (Elton John)
- Against all Odds (Phil Collins)
- Let it Be (Paul McCartney)
- Mad World (Gary Jules)
- Nothing else Matters (Metallica)
- Wind of Change (Scorpions)
- Moonlight Shadow (Mike Oldfield)
- The Rose (Bette Midler)
- Song for Guy (Elton John)
- Don`t cry for me Argentina (Andrew Webber)
- What a wonderful World (Luis Armstrong)
- A groovy kind of Love (Phil Collins)
- I like Chopin (Gazebo) For Julia
- The last Song (Elton John)

### Open Roads
- Your Song (Elton John)
- Father and Son (Cat Stevens)
- Jessie (Joshua Kadison)
- Sacrifice (Elton John)
- Unchained Melody (Alex North)
- Killing Me Softly (Roberta Flack)
- We Are The World (Michael Jackson)
- Eternal Flame (The Bankgles)
- Sealed With A Kiss (Jason Donovan)
- Hey Jude (The Beatles)
- Earth Song (Michael Jackson)
- Yesterday (The Beatles)
- Wonderful Tonight (Eric Clapton)
- Skyline Pigeon (Elton John)

## Нашумевший запрет
В 2014 году власти Франкфурта-на-Майне запретили на тот момент всемирно известному музыканту играть на крупной торговой улице в центре. Основанием для такого решения послужил усилитель мощности, которым был оборудован рояль Арне. Запрет на исполнение во Франкфурте-на-Майне привел к судебной тяжбе перед административным судом Гессена в Касселе. Этот и подобные запреты активно обсуждались в прессе.